# Andrena nesterovi
Andrena nesterovi är en biart som beskrevs av Osytshnjuk 1982. Andrena nesterovi ingår i släktet sandbin, och familjen grävbin. Inga underarter finns listade i Catalogue of Life.